# Bartłomiej Kasprzykowski
Bartłomiej Kasprzykowski (ur. 19 maja 1977 w Szczecinie) – polski aktor filmowy, telewizyjny i teatralny, lektor telewizyjny.

## Życiorys
W młodości przez dwa lata trenował w klubie tańca towarzyskiego „Mark Dance” w Szczecinie, a także brał udział w Mistrzostwach Polski w Show Dance. W latach 1992–1996 uczył się w I Liceum Ogólnokształcącym im. Marii Skłodowskiej-Curie w Szczecinie. W 2000 ukończył wrocławską filię PWST w Krakowie.
W latach 2001–2008 był aktorem Teatru im. Juliusza Słowackiego w Krakowie. Współpracował z teatrem In Vitro w Lublinie. W latach 2005–2007 grał Wojciecha w serialu TVN Magda M.. W 2007 za rolę w spektaklu Łukasza Witt-Michałowskiego Kamienie w kieszeniach otrzymał Grand Prix na Przeglądzie Teatrów Małych Form „Kontrapunkt” w Szczecinie i Grand Prix na Festiwalu Wiosna Teatralna w Bielsku-Białej. Również w 2007 wcielał się w postać tytułowego agenta Hansa Klopssa w serialu Halo Hans!.
W latach 2008–2016 z przerwami grał księdza Roberta w serialu TVP1 Ranczo. W latach 2008–2009 grał jedną z głównych ról w serialu TVN Teraz albo nigdy!. W 2009 w parze z Blanką Winiarską zajął drugie miejsce w finale dziewiątej edycji programu rozrywkowego TVN Taniec z gwiazdami. Od 2012 gra Pawła Strzeleckiego w serialu Polsatu Przyjaciółki. W 2015 zwyciężył w finale czwartej edycji programu Polsatu Twoja twarz brzmi znajomo (2015), a w latach 2016–2017 był jurorem programu. Od 2019 gra w spektaklu Telewizja kłamie, którego jest reżyserem.

## Życie prywatne
W październiku 2008 rozwiódł się z Agnieszką Kasprzykowską, swoją szkolną miłością. Następnie związał się z aktorką Tamarą Arciuch, z którą ma dwoje dzieci: syna Michała (ur. 3 czerwca 2010) i córkę Nadię (ur. 2016).

## Filmografia

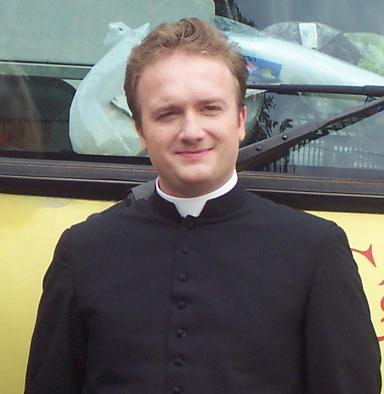
Kasprzykowski na planie serialu Ranczo (2008)

- 1998: Syzyfowe prace – Andrzej Radek
- 1999: Świat według Kiepskich – policjant (odc. 22)
- 2000: Syzyfowe prace – Andrzej Radek
- 2000: Nie ma zmiłuj – salesman Rysiek
- 2005: Karol. Człowiek, który został papieżem – kapitan Łukowski
- 2005–2007: Magda M. – Wojciech Płaska, przyjaciel i wspólnik Piotra
- 2007: Hania – Janek Gabriel, przyjaciel Oli
- 2007: Niania – Bartek (odc. 82)
- 2007: Halo Hans! – Karol vel Jan Kos vel Hans Klopss, agent J-24
- 2008–2009: Teraz albo nigdy! – Robert Orkisz, mąż Marty
- 2008–2011, 2014–2016: Ranczo – ksiądz Robert
- 2009: Grzeszni i bogaci – Rodżer Blejk
- 2009: Dom nad rozlewiskiem – dentysta Janusz Lisowski
- 2010: Duch w dom – dentysta
- 2010: Milczenie jest złotem – Jurek
- 2011: Wszyscy kochają Romana – Roman
- 2011: Życie nad rozlewiskiem – dentysta Janusz Lisowski (odc. 8)
- 2011: Komisarz Alex – Grzegorz Szczerbiak (odc. 5)
- 2012–2013: Na dobre i na złe – Wywrocki
- od 2012: Przyjaciółki – Paweł Strzelecki
- 2012: Nad rozlewiskiem – dentysta Janusz Lisowski (odc. 9)
- 2012: M jak miłość – Jerzy, kierownik ośrodka pomocy społecznej
- 2012: Hotel 52 – mąż Ireny (odc. 60)
- 2013: Podejrzani zakochani – Albert Wolski
- 2013–2014: Czas honoru – Antoni Karkowski
- 2014: Prawo Agaty – Karol Bandurski, ojciec Filipa (odc. 79)
- 2014: Ojciec Mateusz – Daniel Rozen (odc. 148)
- 2015: Przekraczając granice – Eddie Belka (seria 3, odcinek 10 Enemy of the People)
- 2016: Bodo – Żwirski (odc. 3)
- 2019: 39 i pół tygodnia – lekarz na SORze
- 2019: W rytmie serca – Bruno, ojciec Tymoteusza (odc. 58)
- 2020: Będzie dobrze, kochanie – posterunkowy Gustaw Kabura
- 2020–2021: Leśniczówka – Wojtek Lipiński, terapeuta Ingi
- 2020–2021: Tatuśkowie – Władek Bielak
- 2020: Raz, jeszcze raz – „Pączek”
- 2021: Między oczy – Olek
- 2021: Kawa z kardamonem – Zbigniew
- 2022: Komisarz Mama – Waldek Kamiński (odc. 35)
- 2023: Teściowie (odc. 19)
- 2023: Lokatorka III – Witold, motorniczy
- 2023: Tylko nie piątek! – Piotr, ojciec Oskara (odc. 22)
- 2023: Camera Café. Nowe parzenie – Sylwek
- 2024: Powrót do życia – Damian
- 2025: Lifting – dr M

Źródło: Filmpolski.pl.

### Dubbing
- 2008: Asterix na olimpiadzie – Mordikus
- 2010: Toy Story 3 – Ken
- 2019: Zakochany kundel – Tramp
- 2021: Nareszcie sam w domu – Blake Mercer[6]

## Programy telewizyjne
- 2009: Taniec z gwiazdami (TVN) – uczestnik 9. edycji; w parze z Blanką Winiarską, zajął 2. miejsce
- 2015: Twoja twarz brzmi znajomo (Polsat) – uczestnik 4. edycji, zwycięzca
- 2016-2017: Twoja twarz brzmi znajomo (Polsat) – juror